# エーデルワイス航空
エーデルワイス航空 （Edelweiss Air：エイデルヴァイス・エア） は、スイスの航空会社である。スイスインターナショナルエアラインズのグループであり、ルフトハンザグループの子会社。チューリッヒ空港を拠点に、ヨーロッパ、大陸間の目的地へのフライトを運航している。

## 歴史
スイスのチューリッヒを本拠地とする航空会社。スイスの旅行会社Kuoni Travelの子会社として創立、1995年10月19日の運行開始当初は、マクドネル・ダグラスMD-83を1機運用していた。社名の由来は、スイスの国民的な花「エーデルワイス」で、航空機にも描かれている。1998年にはMD-83に代わる新しいエアバスA320-200が導入され、1999年にはエアバスA330-200を使用した長距離路線も開設した。2001年から2008年まで7年連続で、エーデルワイス航空はその功績を称えられ、ゴールデン・トラベルスター・アワードを受賞した。
2008年2月8日にスイス インターナショナル エアラインズに営業権を譲渡し、子会社となり、同時にルフトハンザグループのメンバーとなった。チャーターがメインだったが、スイスインターナショナルエアラインズとの共同運航便を中心に定期便も数多く運航している。2011年3月、新造のエアバスA330-300を、2015年7月には、スイスインターナショナルエアラインズが運航していたエアバスA340-300を受領し、路線ネットワークを拡大するために使用される。2015年11月、塗装をリニューアルした。2016年12月より、エアバスA330-200を段階的にブリュッセル航空に移管し、親会社であるスイス航空から継承されたエアバスA340-300に置き換えられた。また、2021年、2機のエアバスA330-300を、同じくルフトハンザグループのユーロウィングスディスカバー航空に移管した。
2025年3月、エアバスA350-900の初号機を納入した。2号機が同年7月に納入する予定だ。

## 日本との関係
2007年6月27日、新千歳空港発のチャーター便を運航した。その後、仙台空港、広島空港、関西国際空港、中部国際空港、福岡空港に就航した。2009年には、16便（8往復）の運航を計画、7月には新規開港の静岡空港へ就航、2010年には成田空港、高知空港、岡山空港へもチャーター便を就航させた。
2012年5月26日からチューリッヒ-東京（成田）線を運航開始。成田発は日曜日の週1便で、スイスインターナショナルエアラインズ便名で就航。6月21日からは木、日の週2便に増便予定。機材はいずれもA330-200型。

## 就航路線
| 国               | 都市               | 空港                                          | 備考                         |
| ---------------- | ------------------ | --------------------------------------------- | ---------------------------- |
| スイス           | チューリッヒ       | チューリッヒ空港                              |                              |
| 北マケドニア     | オフリド           | オフリド=セント・ポール・ザ・アポストール空港 |                              |
| スペイン         | マオー＝マオン     | メノルカ空港                                  |                              |
| スペイン         | ランサローテ島     | ランサローテ空港                              |                              |
| スペイン         | テネリフェ島       | テネリフェ南空港                              |                              |
| イタリア         | ラメツィア・テルメ | ラメツィア・テルメ国際空港                    |                              |
| イギリス         | エディンバラ       | エディンバラ空港                              |                              |
| ジョージア       | トビリシ           | トビリシ国際空港                              |                              |
| モンテネグロ     | ティヴァト         | ティヴァト空港                                |                              |
| ギリシャ         | イラクリオン       | イラクリオン空港                              |                              |
| ギリシャ         | サントリーニ島     | サントリーニ国際空港                          |                              |
| ギリシャ         | ロドス島           | ロドス国際空港                                |                              |
| キプロス         | ラルナカ           | ラルナカ国際空港                              |                              |
| コソボ           | プリシュティナ     | プリシュティナ国際空港                        |                              |
| ポルトガル       | マデイラ島         | マデイラ空港                                  |                              |
| フィンランド     | キッティラ         | キッティラ空港                                |                              |
| アメリカ合衆国   | シアトル           | シアトル・タコマ国際空港                      |                              |
| アメリカ合衆国   | ラスベガス         | ハリー・リード国際空港                        |                              |
| アメリカ合衆国   | デンバー           | デンバー国際空港                              |                              |
| アメリカ合衆国   | タンパ             | タンパ国際空港                                |                              |
| カナダ           | バンクーバー       | バンクーバー国際空港                          |                              |
| カナダ           | カルガリー         | カルガリー国際空港                            |                              |
| ドミニカ共和国   | プンタ・カナ       | プンタ・カナ国際空港                          |                              |
| エジプト         | フルガダ           | フルガダ国際空港                              |                              |
| タンザニア       | ザンジバル         | アビード・アマニ・カルーム国際空港            |                              |
| タンザニア       | キリマンジャロ     | キリマンジャロ国際空港                        |                              |
| 南アフリカ共和国 | ケープタウン       | ケープタウン国際空港                          |                              |
| ナミビア         | ウィントフック     | ウィンドフック・ホセア・クタコ国際空港        | 2026年6月1日より運航開始予定 |

## 機材

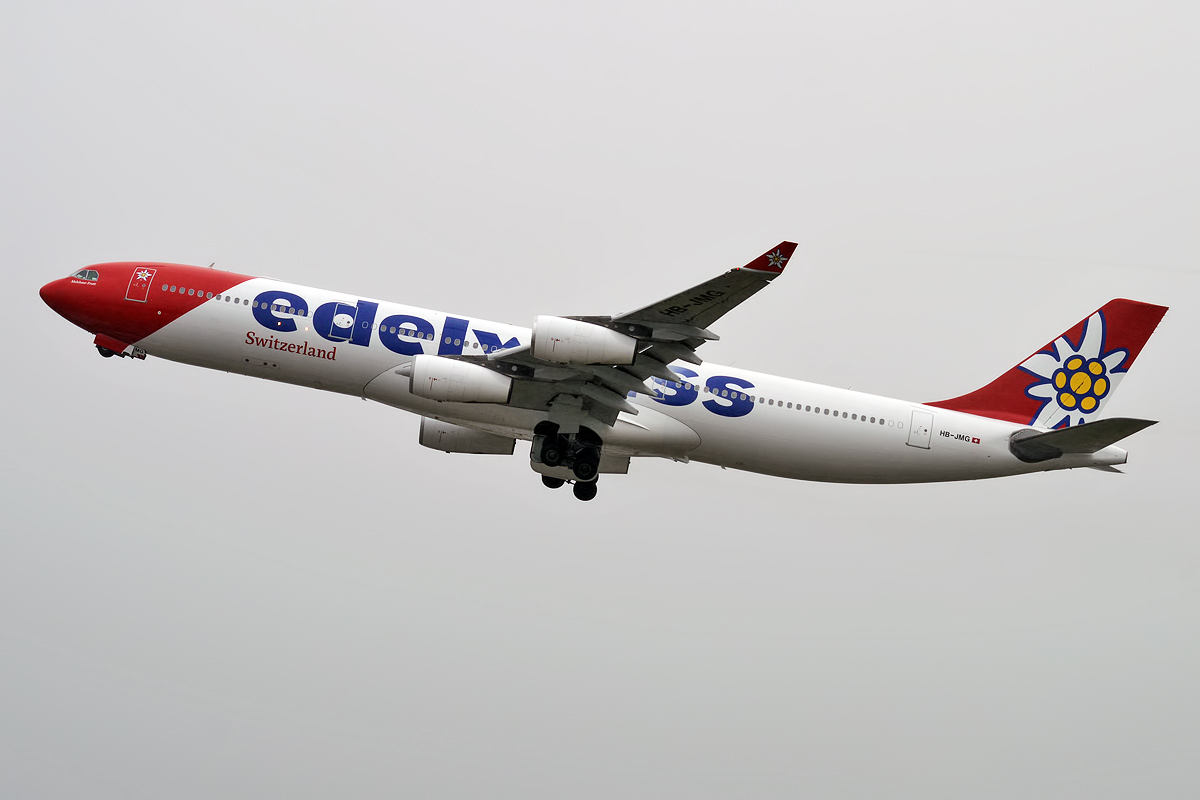
エアバスA340-300

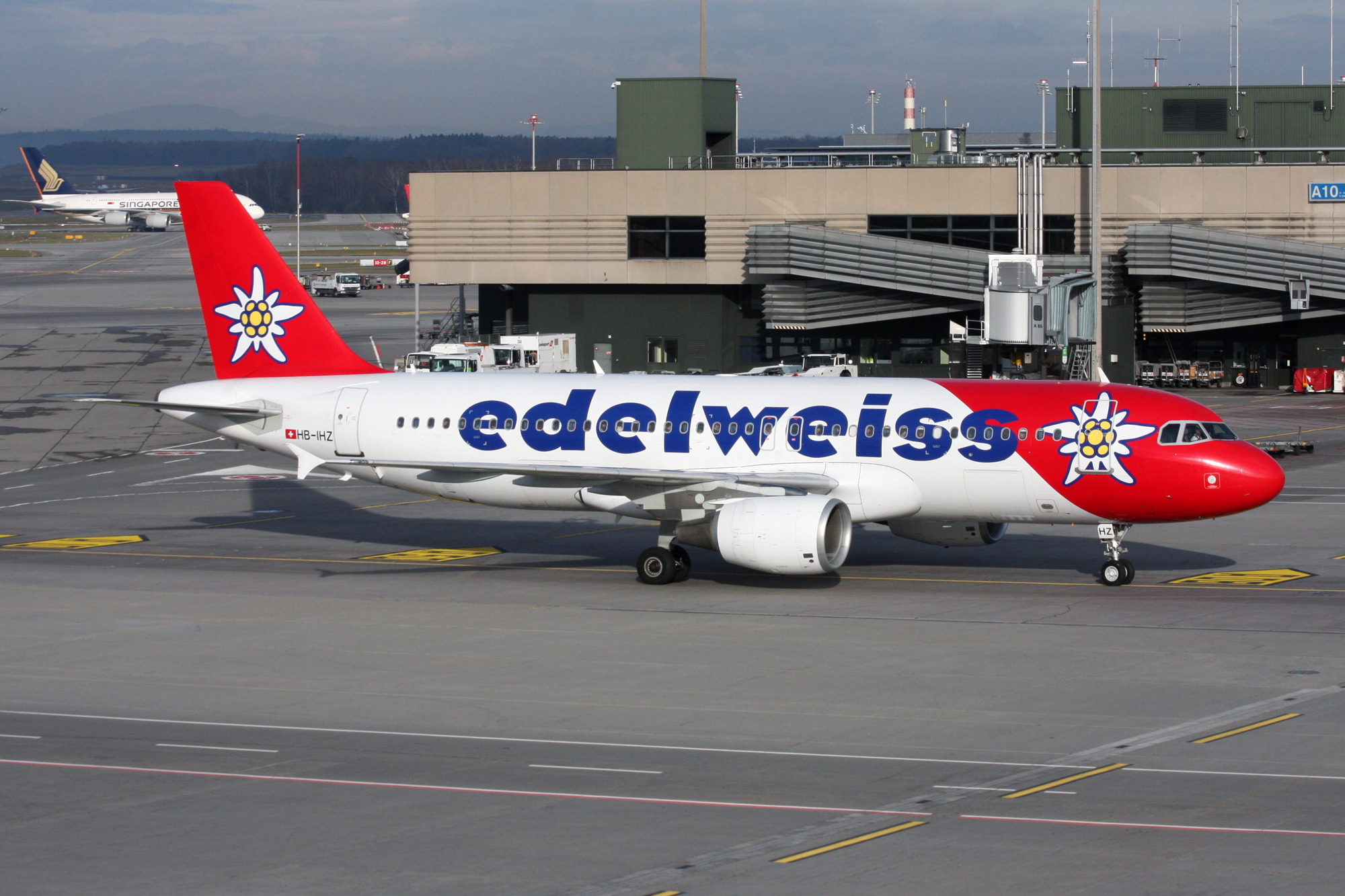
エアバスA320-200

| 機材             | 運用数 | 発注数 | 座席数 | 座席数 | 座席数 | 座席数 | 備考                                                |
| 機材             | 運用数 | 発注数 | C      | Y+     | Y      | 計     | 備考                                                |
| ---------------- | ------ | ------ | ------ | ------ | ------ | ------ | --------------------------------------------------- |
| エアバスA320-200 | 14     | -      | -      | -      | 174    | 174    |                                                     |
| エアバスA320-200 | 14     | -      | -      | -      | 180    | 180    |                                                     |
| エアバスA340-300 | 5      | -      | 29     | 76     | 195    | 300    | A350-900に置き換え予定                              |
| エアバスA340-300 | 5      | -      | 27     | 76     | 211    | 314    | A350-900に置き換え予定                              |
| エアバスA350-900 | 1      | 5      | 30     | 63     | 246    | 339    | A340-300を置き換え予定。2025年4月上旬から受領予定。 |
| 計               | 19     | 6      |        |        |        |        |                                                     |

### 過去の運用機材
- エアバスA330-200/300
- マクドネル・ダグラス MD-83